# Rogelio de Egusquiza
Rogelio de Egusquiza, né à Santander le 20 juillet 1845 et mort le 10 février 1915 à Madrid, est un peintre espagnol. 

## Biographie
Élève de Léon Bonnat aux Beaux-Arts de Paris, il succède en 1875 à Marià Fortuny dans son atelier de Rome après sa mort sur demande de Raimundo de Madrazo y Garreta et Ricardo de Madrazo.
En 1876, il découvre la musique de Richard Wagner lors d'un voyage à Paris. En 1879, il se rend à Munich pour assister à L'Anneau du Nibelung. Enthousiasmé, il joint Bayreuth pour y rencontre Wagner. Il en devient un proche ami et l'accompagne à Venise (1880), Berlin (1881) et Bayreuth (1882) où Wagner l'invite à la première de Parsifal.
Après sa première rencontre avec Wagner, il décide de consacrer sa carrière à des œuvres sur des thèmes wagnériens, principalement des portraits des personnages plutôt que des scènes spécifiques. Au cours de ses visites en Allemagne, il produit également des portraits d'Arthur Schopenhauer (posthume) et du roi Louis II de Bavière et écrit un article pour le Bayreuther Blätter (en) intitulé Über die Beleuchtung der Bühne. 
Il prend part à la Rose-Croix esthétique en 1892, 1893, 1896 et 1897 et présente la toile Parsifal à l'Exposition universelle de 1900 qui y obtient une médaille d'argent. 
Egusquiza, bien que vivant à Paris, se rend régulièrement à Madrid au Cercle wagnérien du Lhardy. 
Il expose aussi à la Société nationale des beaux-arts de 1908 à 1913. 
En 1914, le déclenchement de la Première Guerre mondiale l'oblige à retourner à Madrid où il meurt en février 1915.

## Galerie

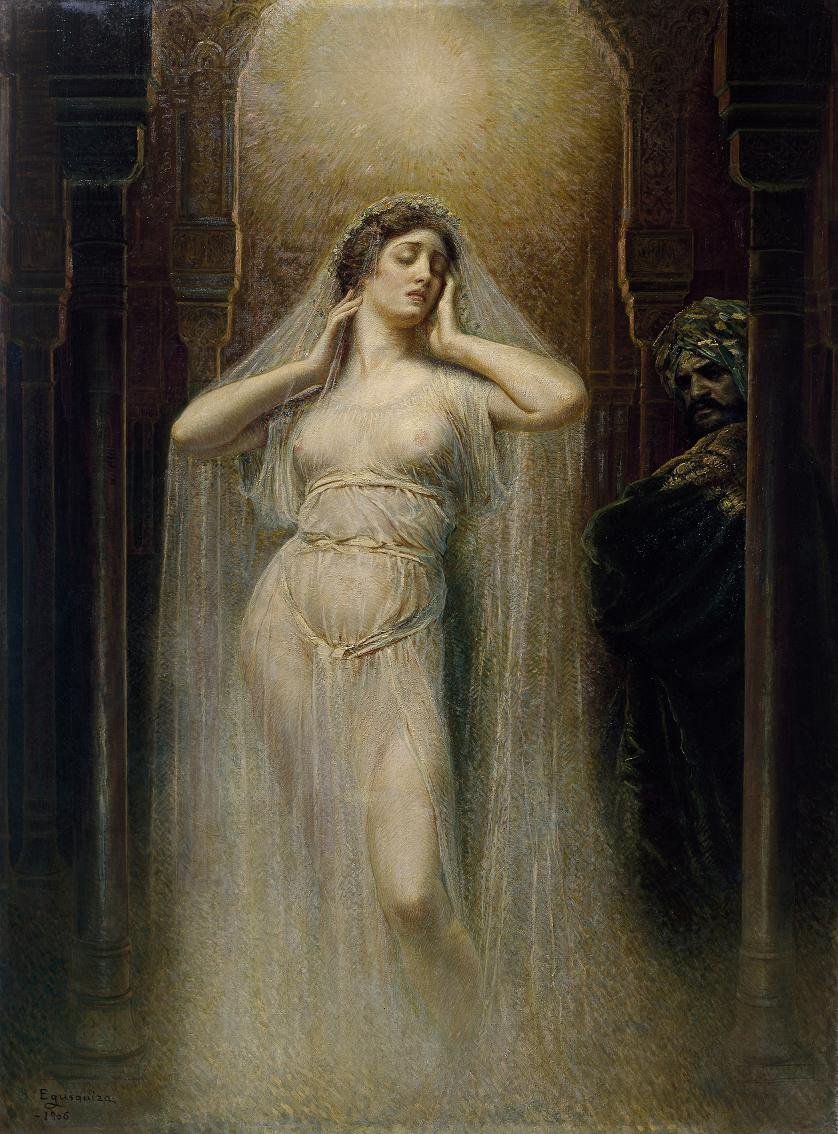
Kundry
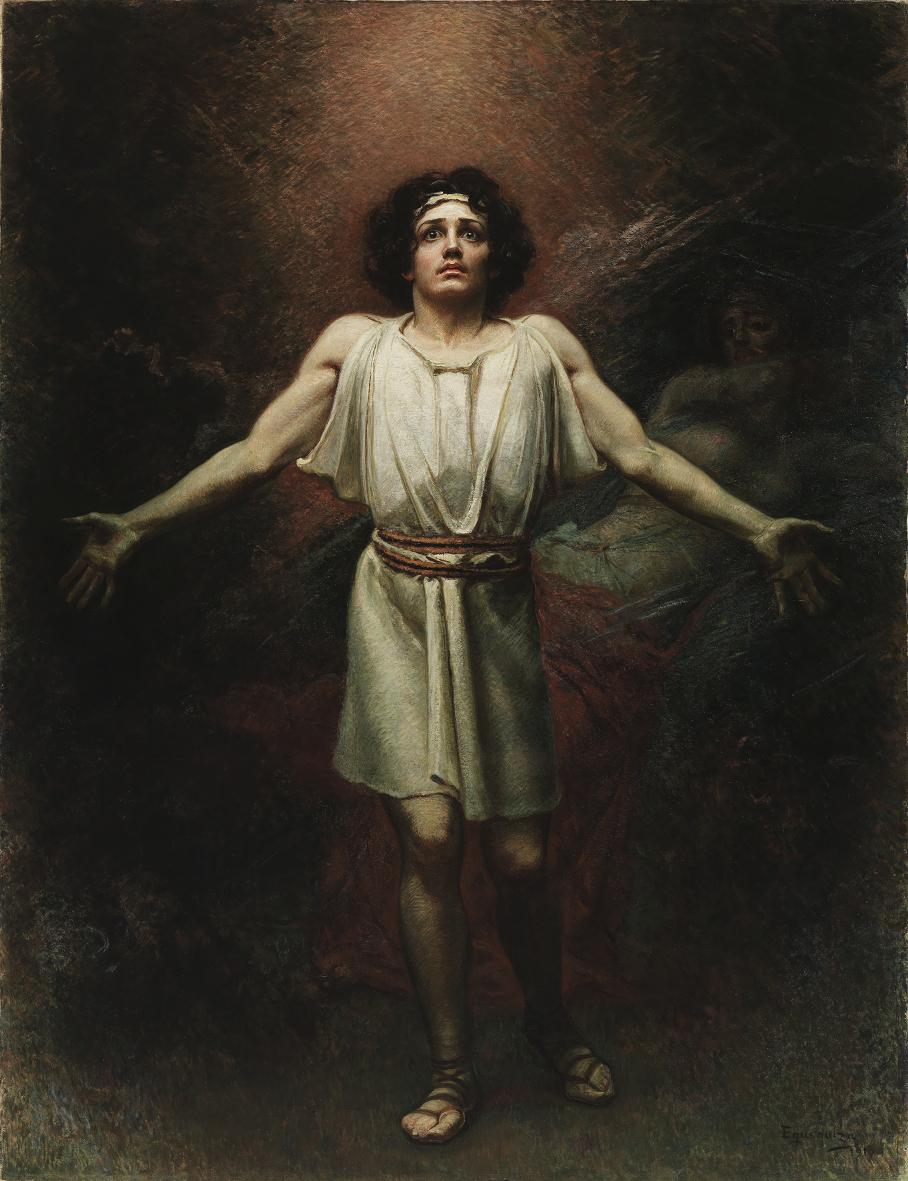
Parsifal
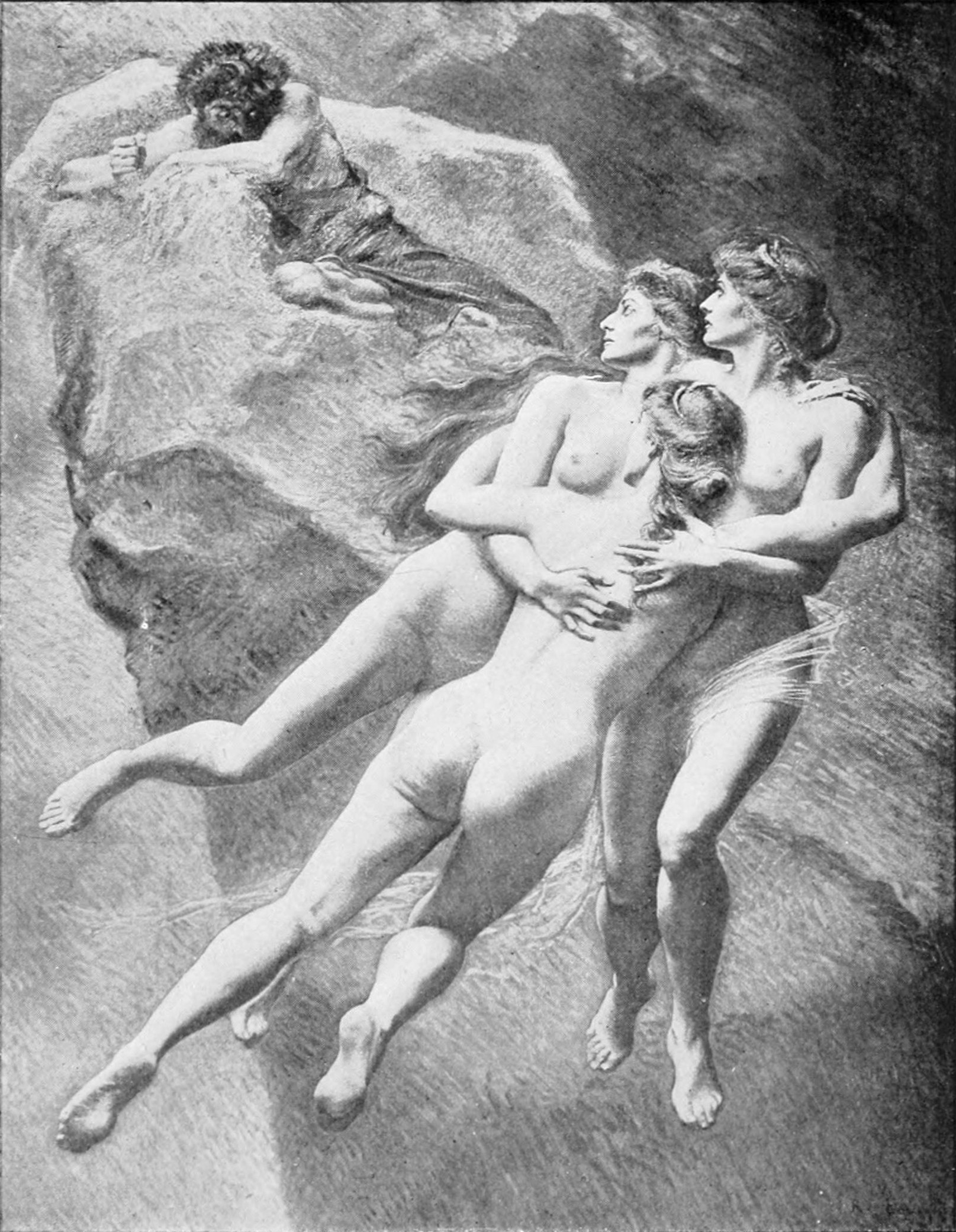
Alberich et les filles du Rhin
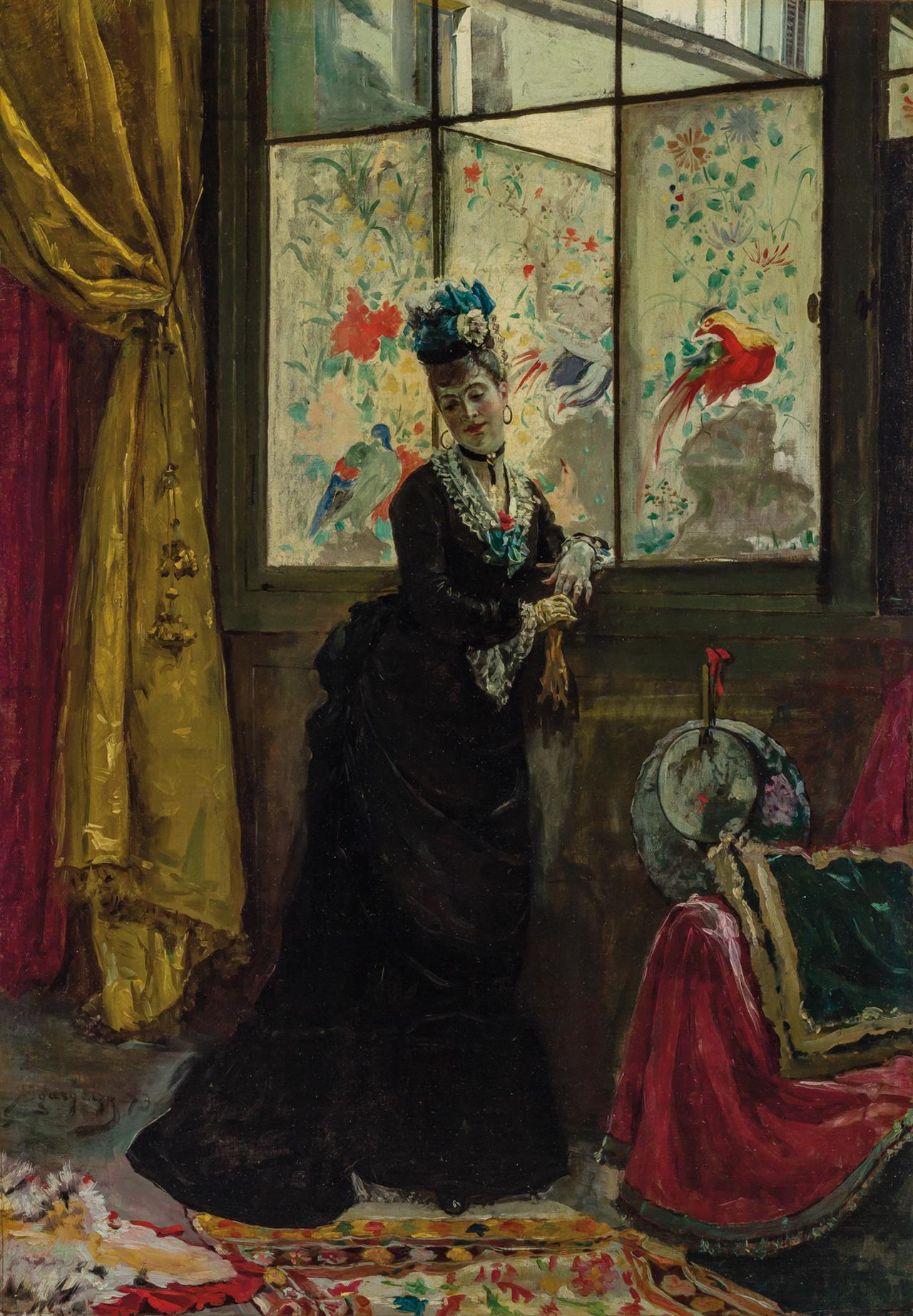
A la fenêtre